# Rupiah Banda
Rupiah Bwezani Banda (Gwanda, 13 de febrero de 1937-Lusaka, 11 de marzo de 2022) fue un político y diplomático zambiano. 

## Biografía
Fue vicepresidente de Levy Mwanawasa y asumió el gobierno de forma interina poco antes de la muerte de este, ocurrida el 19 de agosto de 2008. Ejerció el cargo de presidente desde noviembre de 2008 hasta septiembre de 2011.
Fue embajador de Zambia en la República Árabe Unida en 1965 y en Estados Unidos de 1967 a 1969. 
Murió el 11 de marzo de 2022 a los 85 años a causa de cáncer de cólon.